# إبراهيم أحمد إبراهيم
إبراهيم أحمد إبراهيم (1893-1983) هو مؤسس البنك التجاري السوداني عام 1959 ومن مواليد وادي حلفا 3750000

## الخبرات العلمية والعملية
- تخرج في كلية غردون قسم المعلمين
- عمل أستاذاً  لمادة  الرياضيات بكلية غردون  بعد فترة من تخرجه منها.
- تدرج في سلك إدارة الكلية مديراً ثم رئيساً لمجلس جامعة الخرطوم.
- عمل عضوا بالمجلس التنفيذي لشمال السودان.
- اختير عضواً بلجنة الحاكم العام إلا أنه تخلى عنها في 1953م .
- عيّن وزيراً للمالية في حكومة عبد الله بك خليل * في يوليو 1956م حتى 17 نوفمبر 1958م عند انقلاب الفريق عبود.
- عقب انقلاب عبود  تخلى عن العمل السياسي وأسس البنك التجاري السوداني .

## إنجازاته
1. كان ركيزة من الركائز التي دعمت مؤتمر الخريجين العام عند قيامه .
2. خلال رئاسته للمؤتمر تولى تقديم مذكرة المؤتمر المشهورة للسكرتير الإداري في 1942م.
3. تأسيس البنك التجاري السوداني

تم تكريمه بإطلاق اسمه على أحد الشوارع بالخرطوم